# 탁자

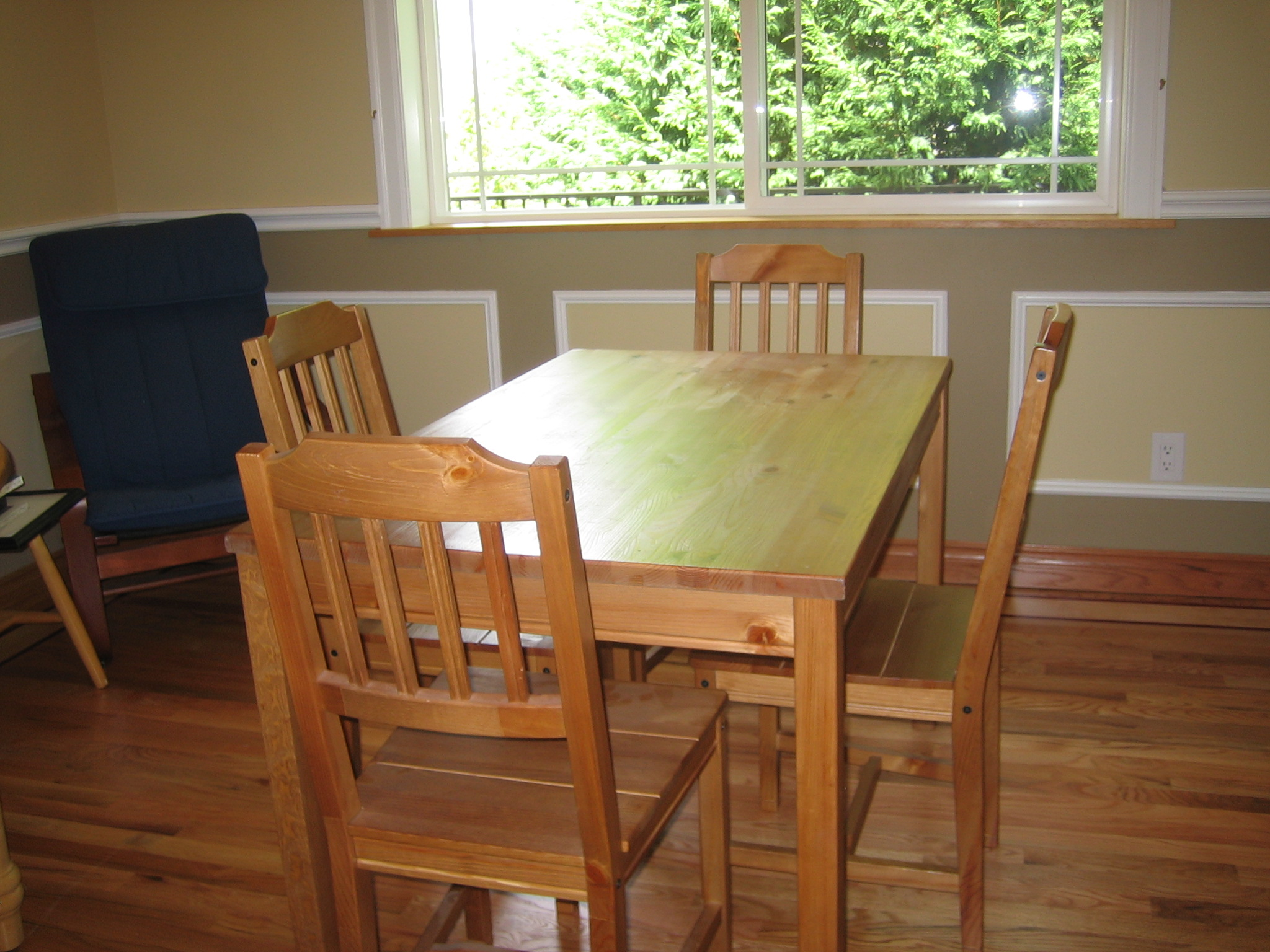
탁자

탁자(卓子) 또는 식탁(食卓) 또는 테이블(영어: table)은 다리나 기둥으로 받쳐 만든 가구의 일종이다. 음식을 차려 놓고 둘러앉아 먹게 만든 탁자로 쓰이며, 탁자는 이것 위에 무언가를 올려 놓는 용도로 쓰인다.

## 용어
table이라는 용어는 고대 영어 낱말 tabele에서 비롯된 것으로, 라틴어 낱말 tabula(판대기)에서 비롯되었고 이는 고대 영어 낱말 bord를 대체한 것이다. 현재의 철자 table은 프랑스어 table의 영향을 받았다.

## 역사
매우 초창기의 일부 테이블들은 이집트인에 의해 만들어져 사용되었으나 사람을 앉히는데 사용되지는 않았다.

## 같이 보기
- 의자